# Lola (televíziós sorozat)
A Lola (eredeti címén Bella Calamidades) 2013 és 2014 között vetített amerikai–kolumbiai telenovella, amelyet Julio Jiménez és Iván Martínez Lozano alkotott, Mauricio Cruz, Agustín Restrepo, Rodolfo Hoyos és Santiago Vargas rendezett. A zenéjét José Carlos María és Nicolás Uribe szerezte, a producere Andrés Santamaría és Madeleine Contreras, a főszerepben Danna García, Segundo Cernadas, Gustavo Angarita és Katie Barberi látható. Amerikában a Telemundo vetítette, Kolumbiában a Caracol TV sugározta, Magyarországon pedig az M1 és a Duna TV adta.

## Ismertető
A gyönyörű és szenvedélyes Lola, aki számkivetett a babonák uralta városban. Lola meg van győződve arról, hogy szerencsétlenséget hoz mindenkire, ezért elzárkózik a többi ember elől. Amikor felfedezik rejtekhelyét, visszatér szülővárosába, amikor egy sor furcsa esemény elkerülhetetlenül tragédiához vezet. Szíve összetört, és félti életét a falusiak kezétől, Lola szereti a reményt, hogy az egyik férfi szerelme és egy másik nagylelkűsége megváltoztatja életét. Senki sem bízik benne, csak az a férfi, aki igazán szereti.

## Szereplők
| Szereplő                       | Színész                 | Magyar hang        | Leírás                                                                                      |
| ------------------------------ | ----------------------- | ------------------ | ------------------------------------------------------------------------------------------- |
| Dolores 'Lola' Carrero Barraza | Danna García            | Mezei Kitty        | Jose Carrero lánya, Martha Carrero unokahúga, Aquiles Barraza unokája, szerelmes Marcelóba. |
| Aquiles Barraza                | Gustavo Angarita        | Pálfai Péter       | Lola nagyapja, aki rettegésbe tartja.                                                       |
| Elias Romero                   | Herbert King            | N/A                | Rendőr parancsnok                                                                           |
| Esperanza Capurro              | Mimi Morales            | Bogdányi Titanilla | Virginia barátja, táncos Fabián bárjában.                                                   |
| Fabián Poncela                 | Gary Forero             | Renácz Zoltán      | Helyi bártulajdonos                                                                         |
| Juana Palomino                 | Claudia Rocio Mora      | Dögei Éva          | Machado-ház házvezetője.                                                                    |
| Marcelo Machado                | Segundo Cernadas        | Magyar Bálint      | Szerelmes Lolába.                                                                           |
| Priscila Cardona Barbosa       | Adriana Campos          | Gulás Fanni        | Marcelo unokatestvére, egykori menyasszonya                                                 |
| Regina Galeano                 | Diana Quijano           | Farkasinszky Edit  | Galeano családfő, Román, Renato, Ricardo és René anyja.                                     |
| Román Galeano                  | Tiberio Cruz Fortunato  | Szabó Máté         | Regina Galeano férje.                                                                       |
| Silvana Barbosa de Cardona     | Katie Barberi           | F. Nagy Erika      | Marcelo nagynénje, Priscila anyja                                                           |
| Virginia Vidal                 | Rosemary Bohorquez      | Sallai Nóra        | Esperanza barátja.                                                                          |
| Lorenza Cardona de Machado     | María Elena Döehring    | Szórádi Erika      | Marcelo anyja, Lola keresztanyja                                                            |
| Ricardo Galeano                | Jonathan Islas          | Timon Barnabás     | Regina fia                                                                                  |
| René Galeano                   | Santiago Gómez          | Penke Bence        | Regina fia                                                                                  |
| Nacho Mendoza                  | Rodolfo Valdes          | Molnár Levente     | Machado-birtok munkása                                                                      |
| Felisa                         | Lina Restrepo           | Csifó Dorina       | Szobalány Machado házában                                                                   |
| Marta Carrero                  | Alejandra Miranda       | Kisfalvi Krisztina | Lola nagynénje, José nővére                                                                 |
| Ovidio                         | Joseph Abadia           | Czető Roland       | Machado-birtok munkása                                                                      |
| Pablo Ávila                    | Pedro Roda              | Szokol Péter       | Tenetőőr                                                                                    |
| Nicolasa Fragoso               | Daniela Tapia           | Győrfi Laura       | Szobalány a Galeano.                                                                        |
| Renato Galeano                 | Pablo Azar              | Baráth István      | Regina fia.                                                                                 |
| Angelina                       | Ximena Duque            | Lamboni Anna       | Marcelo volt barátnője                                                                      |
| Samuel                         | Luis Fernando Bohorquez | Láng Balázs        | Lola professzora                                                                            |
| Cayetano atya                  | Ricardo Saldarriaga     | Kapácsy Miklós     | Pap                                                                                         |